# أندرو ويلسون (أستاذ جامعي)
أندرو ويلسون (بالإنجليزية: Andrew Wilson)‏ هو بروفيسور بريطاني، ولد في 29 فبراير 1968 في Hertford ‏ في المملكة المتحدة.